# نوا فرایبورگو
نوا فرایبورگو (به پرتغالی: Nova Friburgo) یک منطقهٔ مسکونی در برزیل است که در ریو دو ژانیرو واقع شده‌است. نوا فرایبورگو ۹۳۳ کیلومتر مربع مساحت و ۱۸۴٬۷۸۶ نفر جمعیت دارد.

## خواهرخوانده
شهر فریبورگ خواهرخواندهٔ نوا فرایبورگو هست.

## نگارخانه

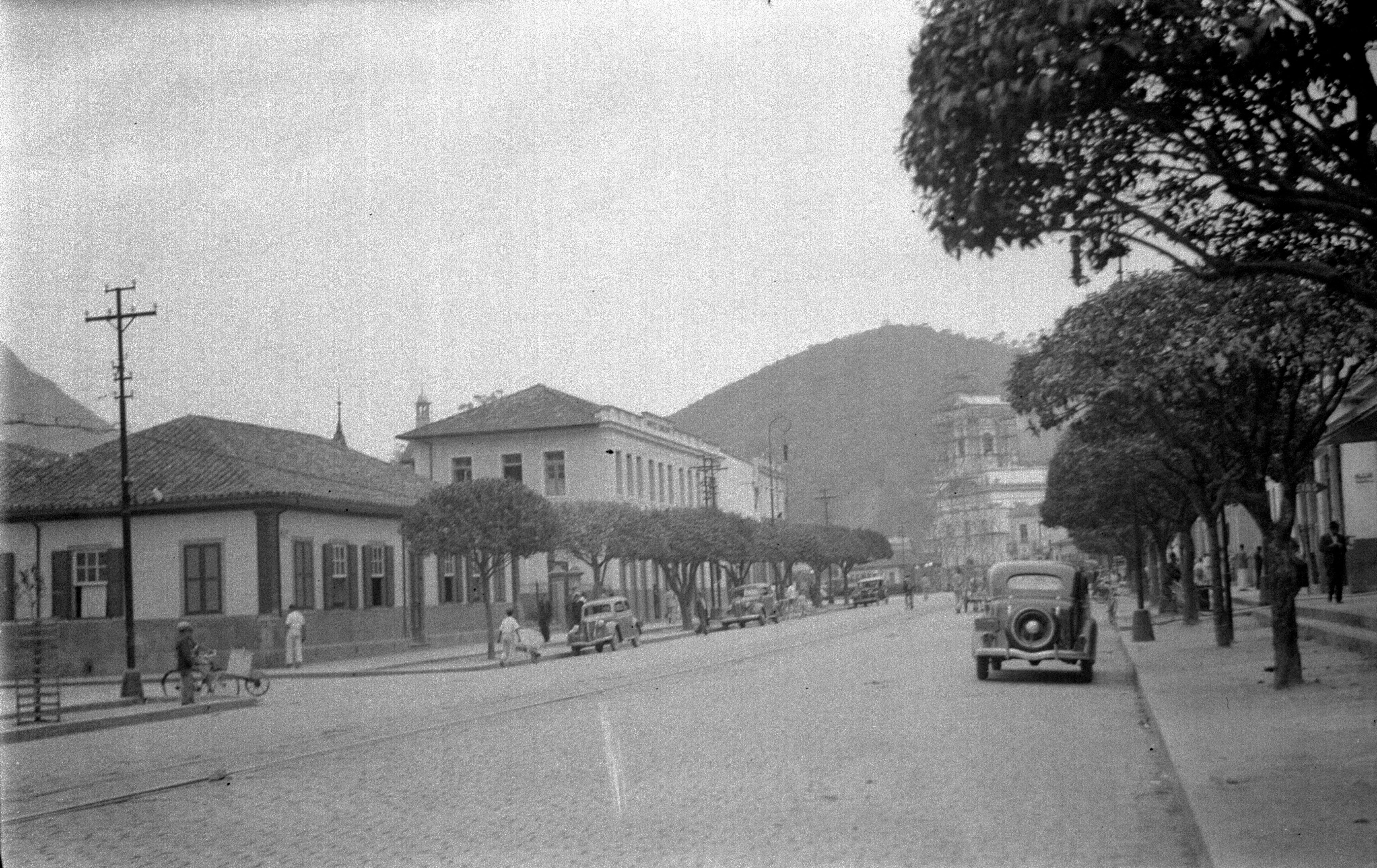
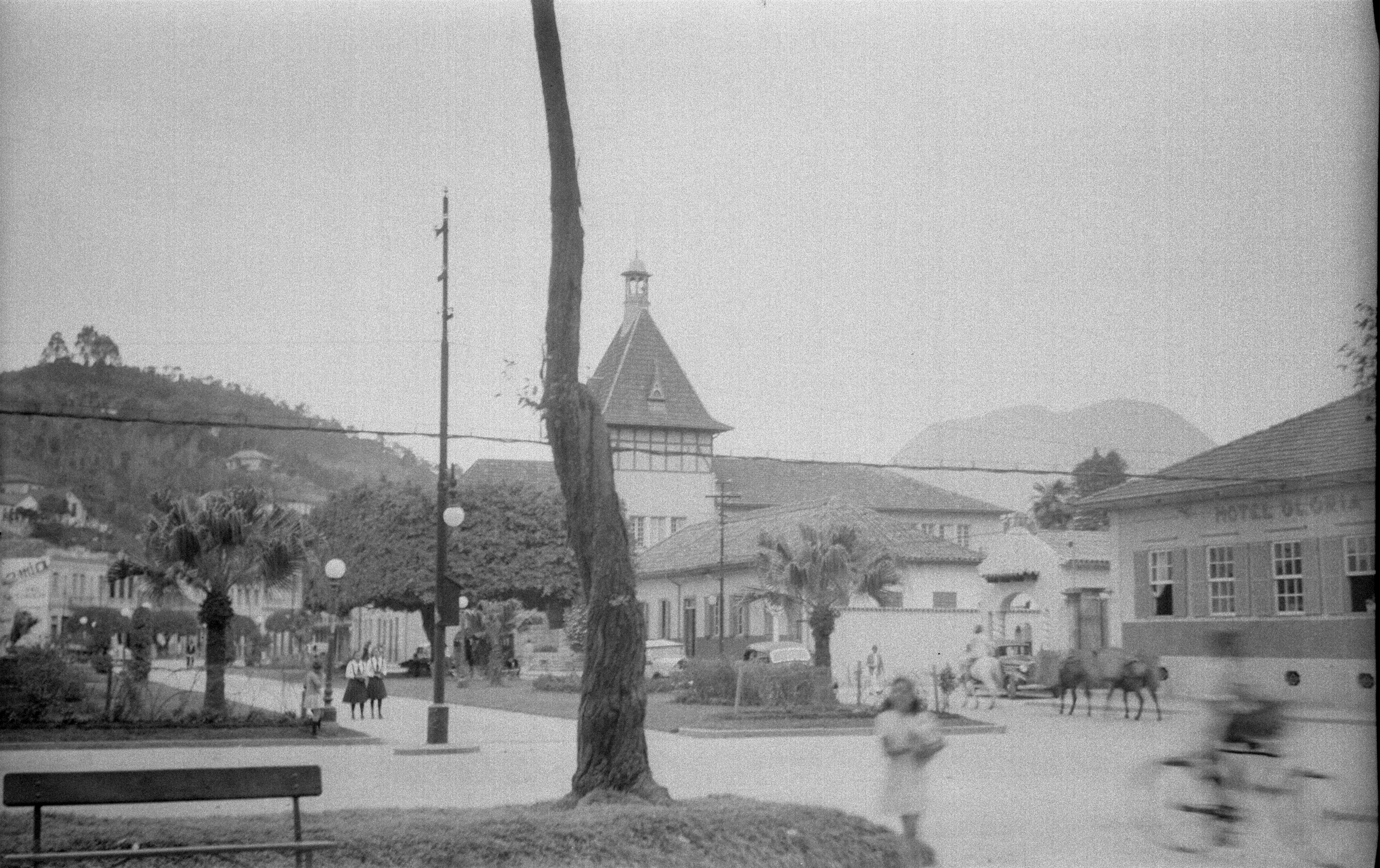
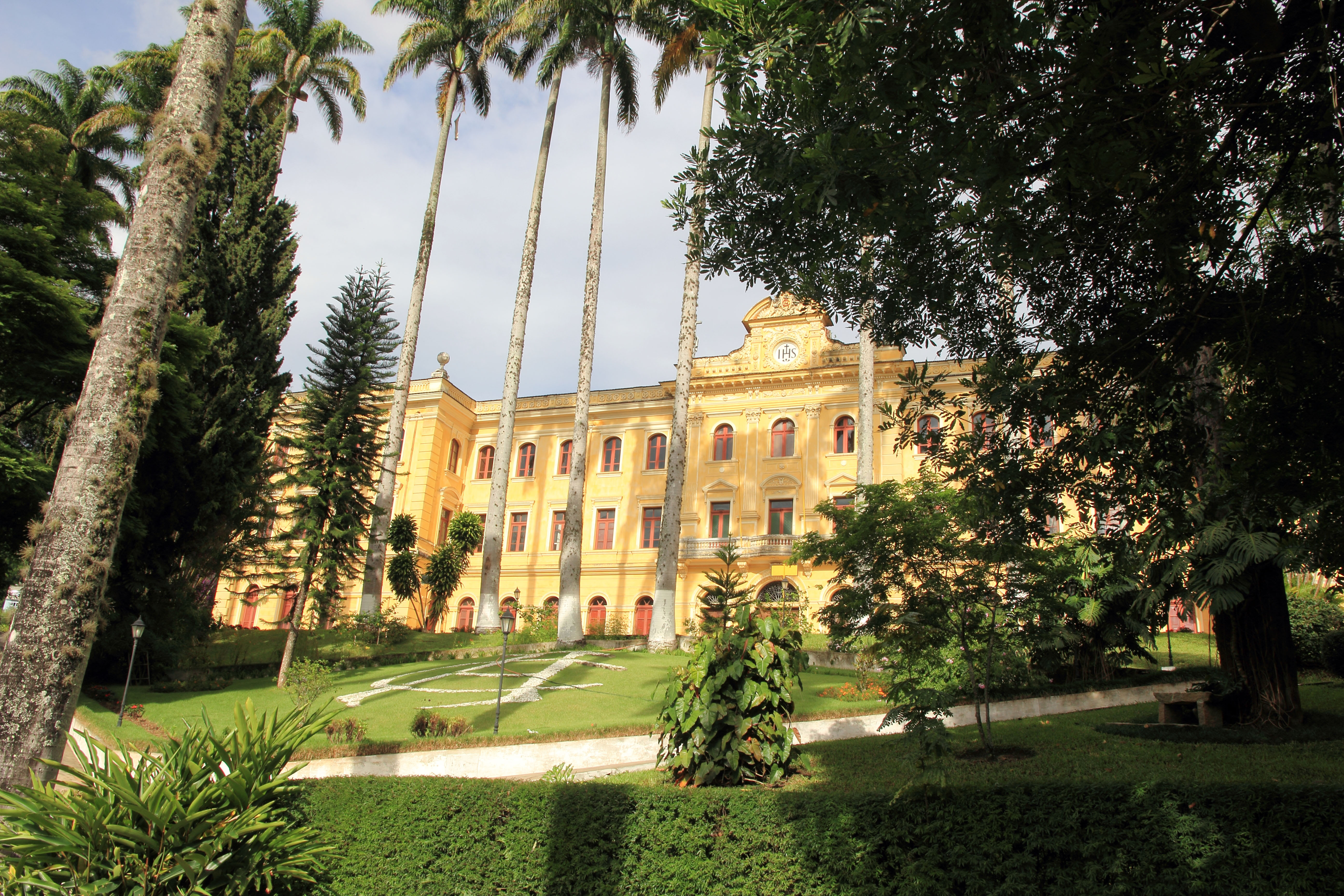
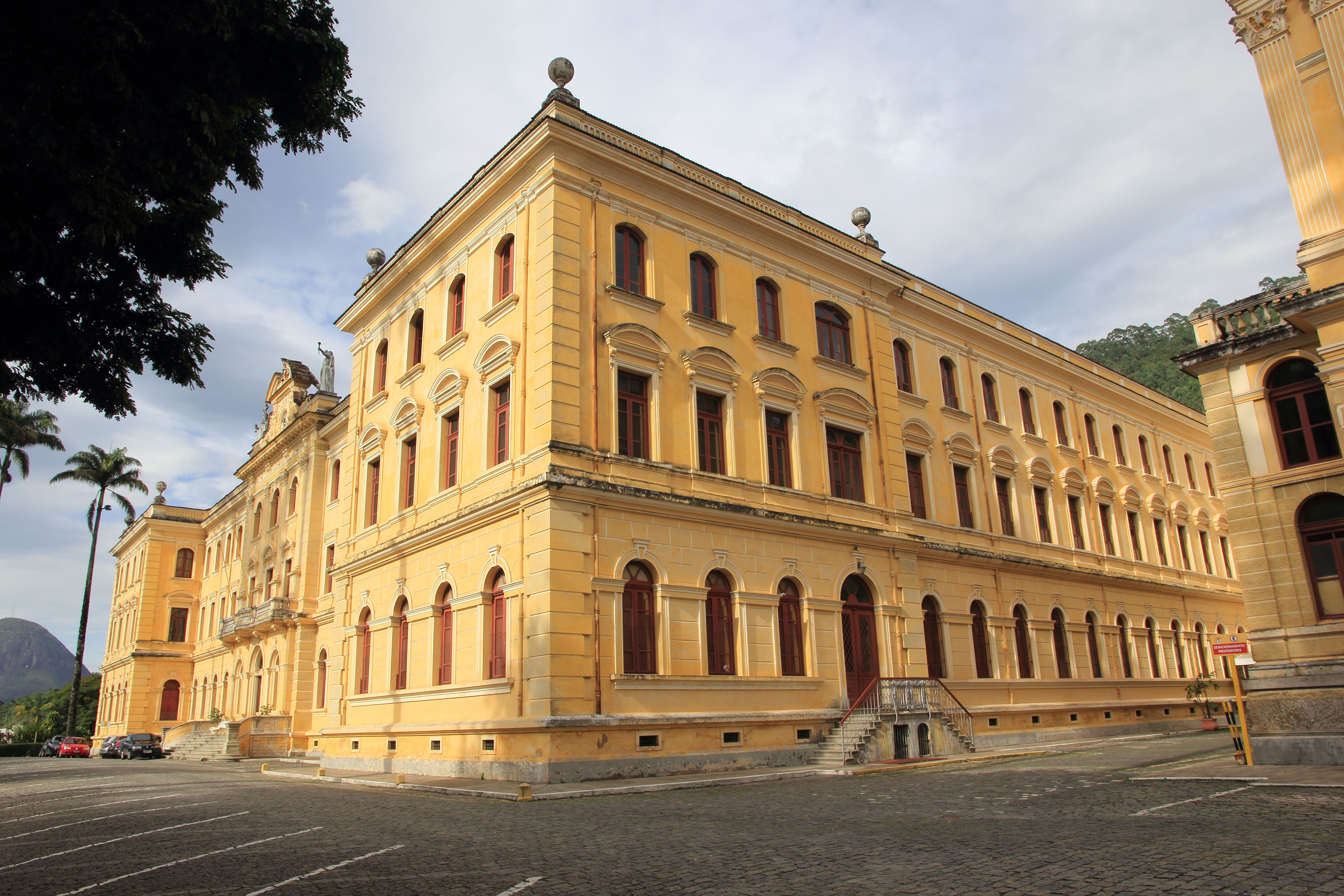
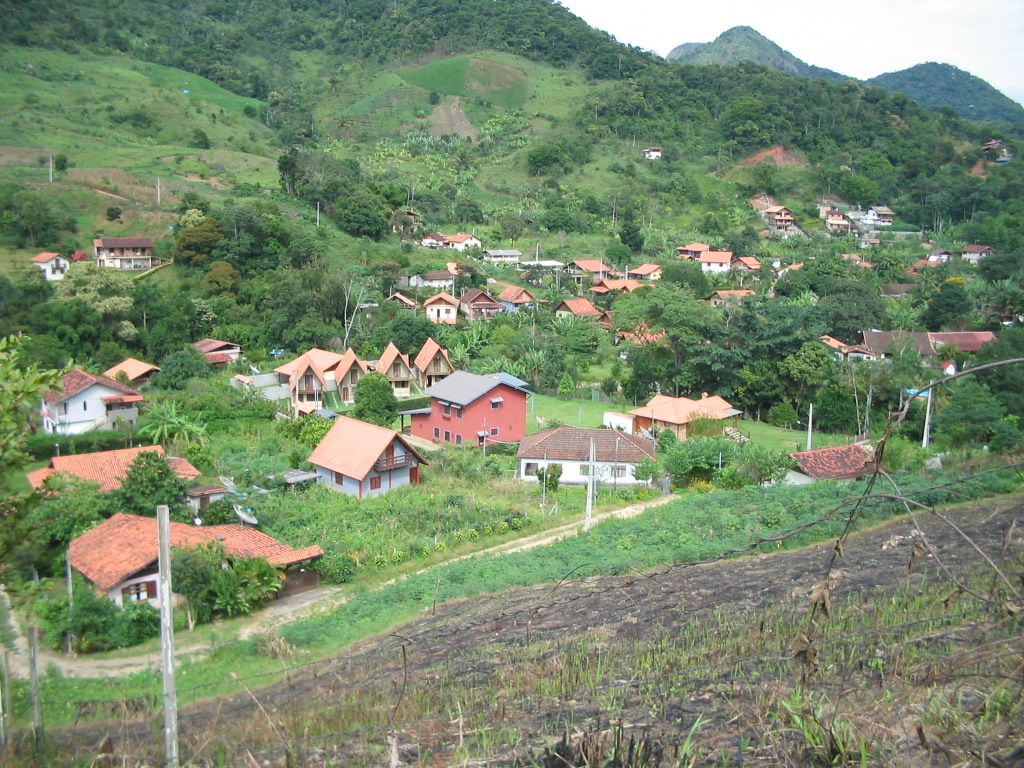
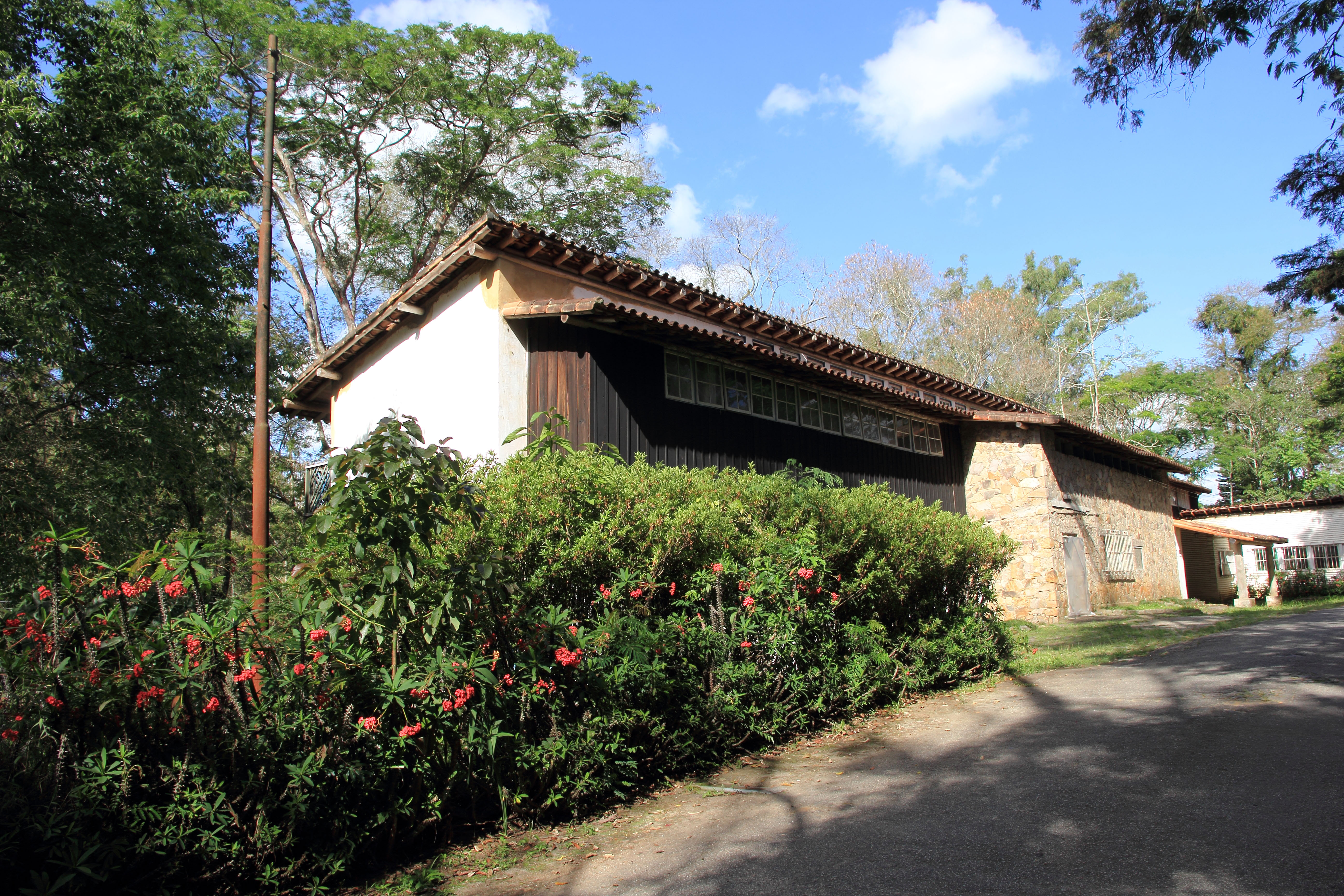
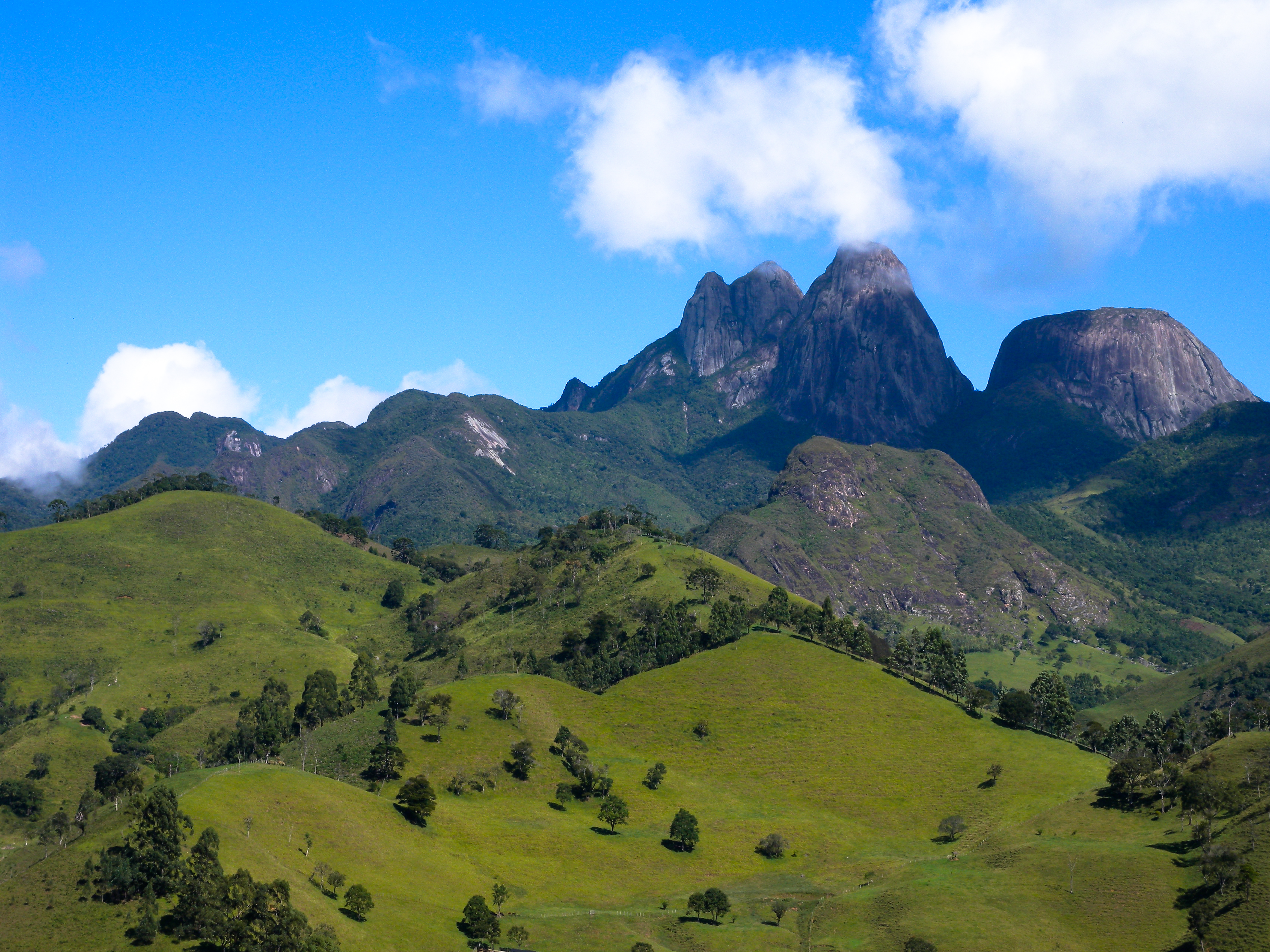
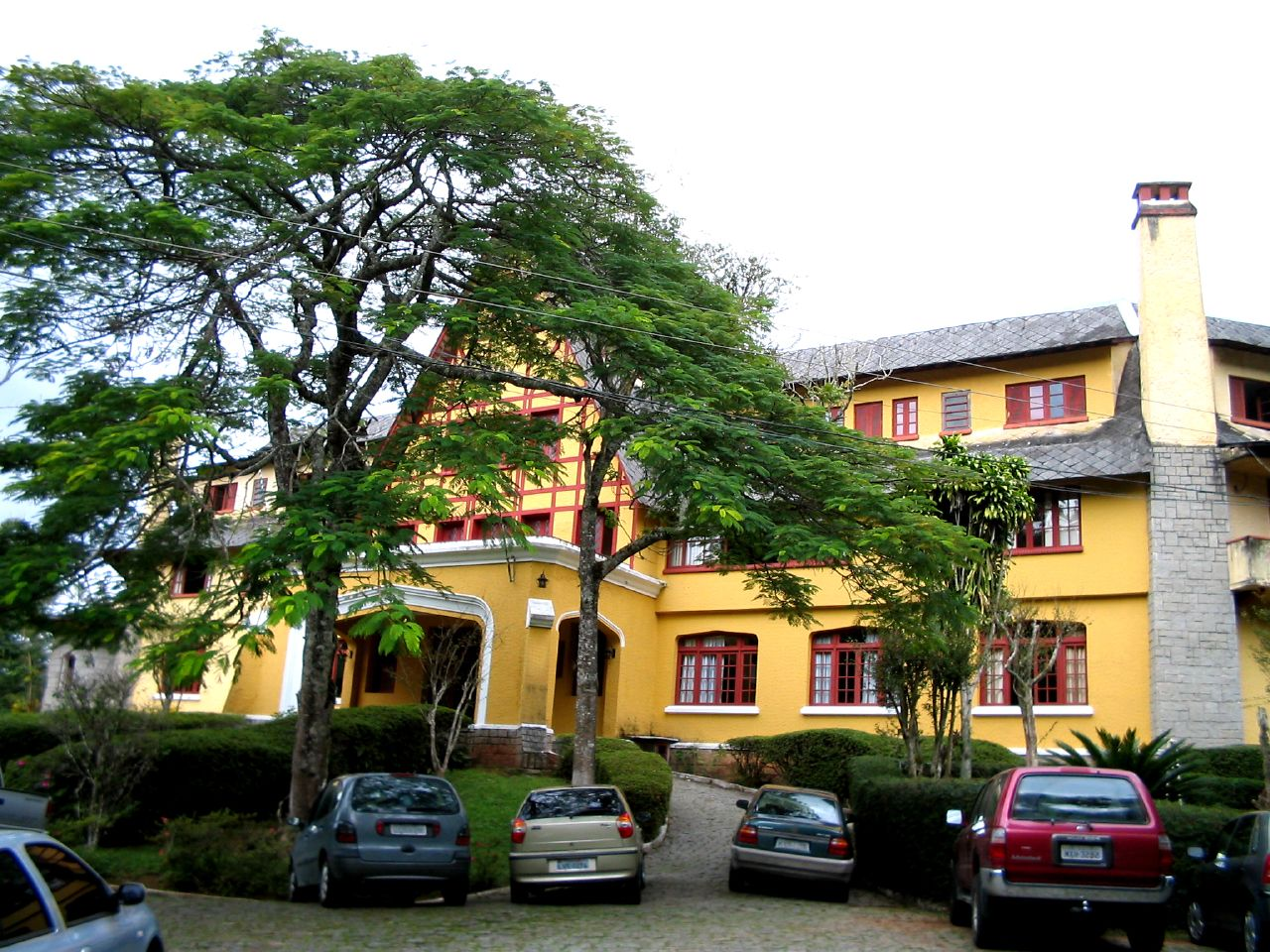
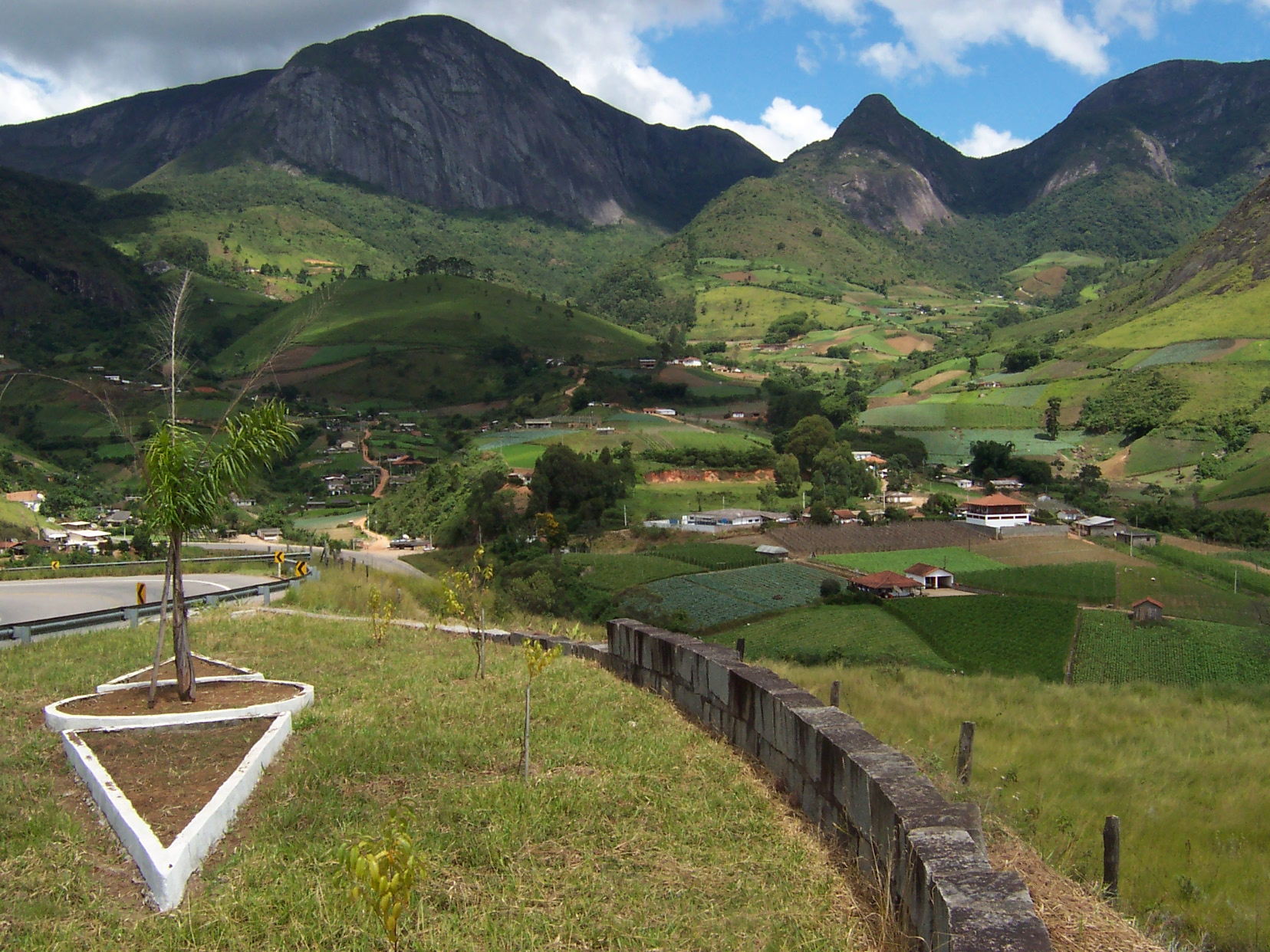
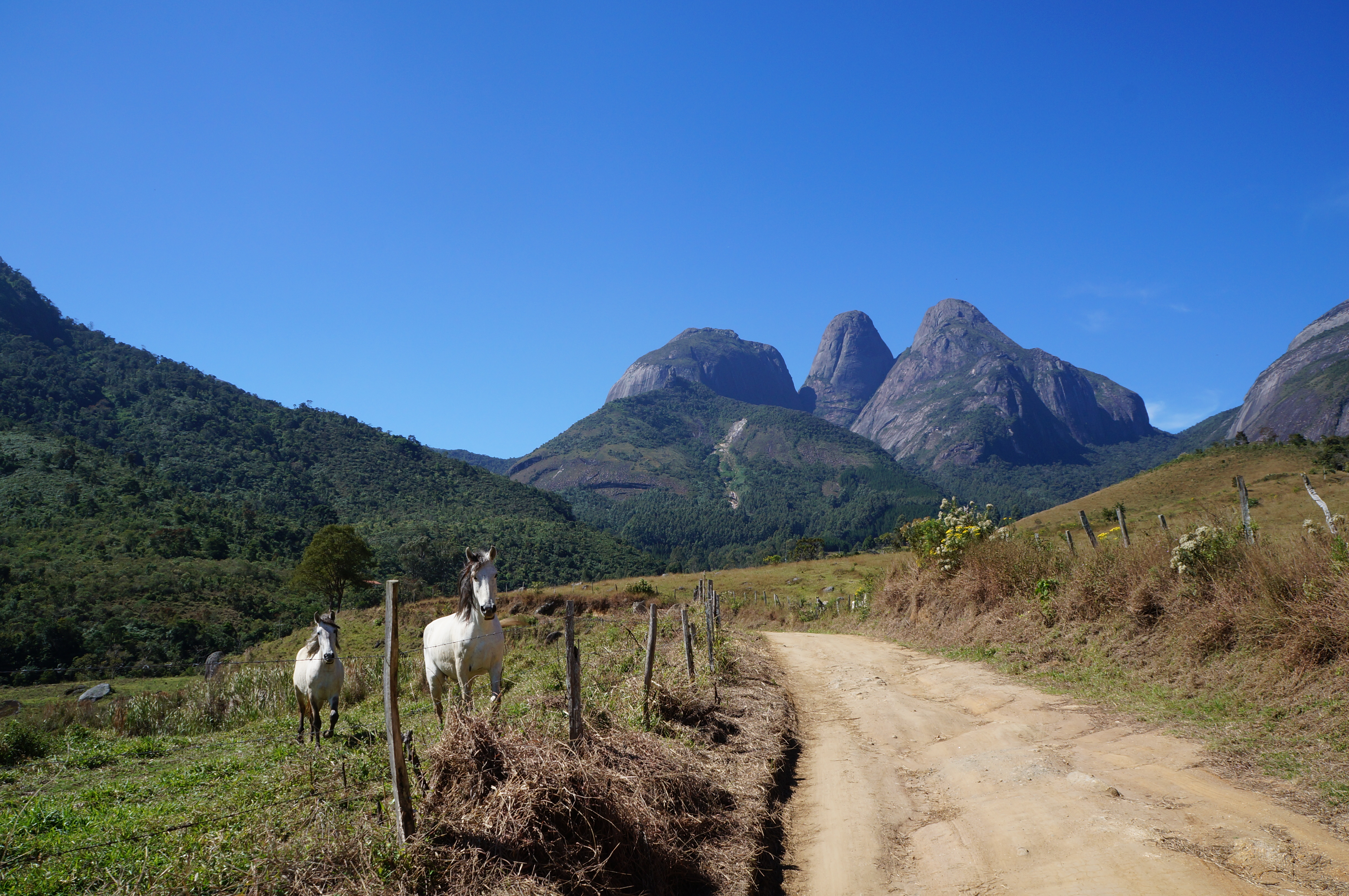
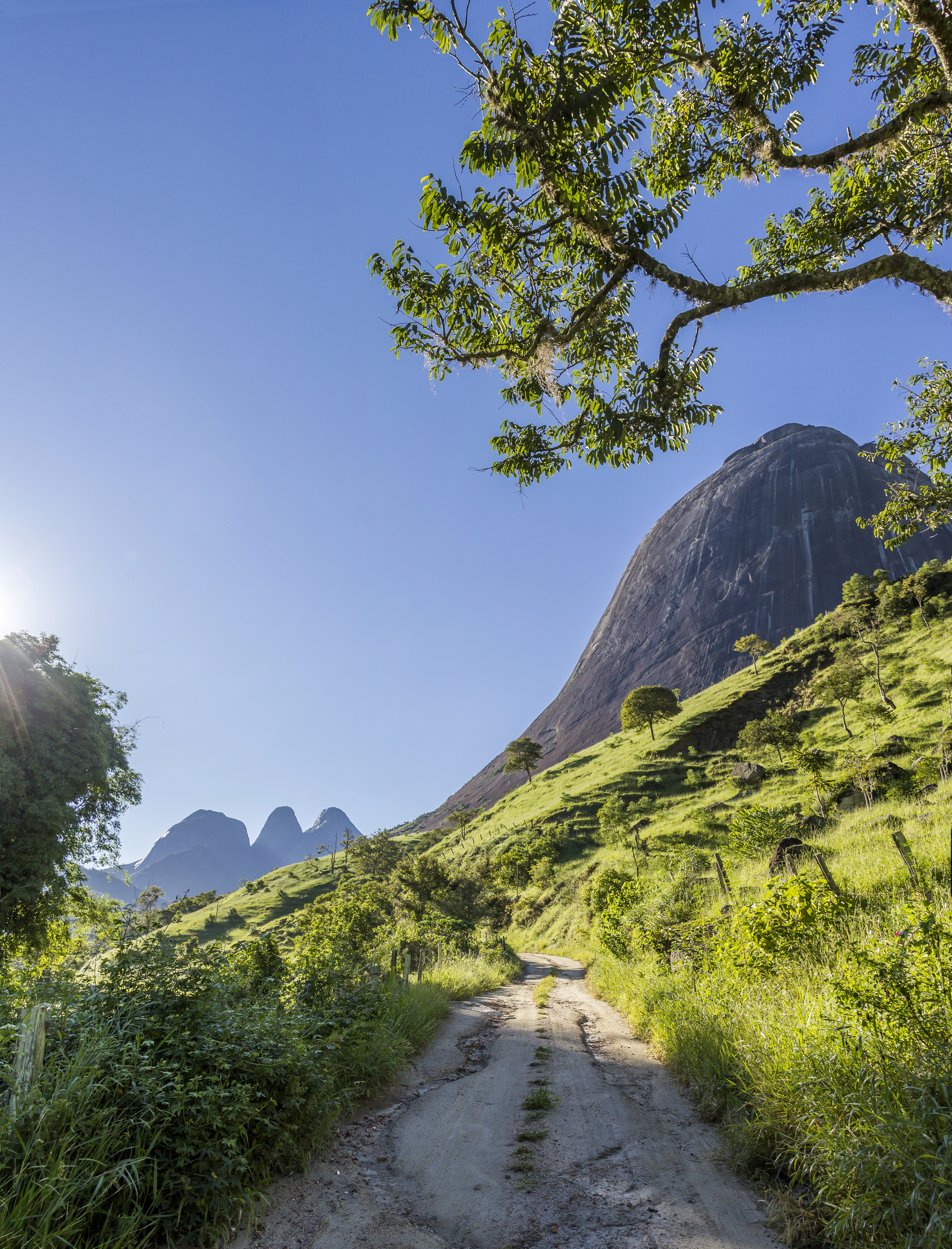
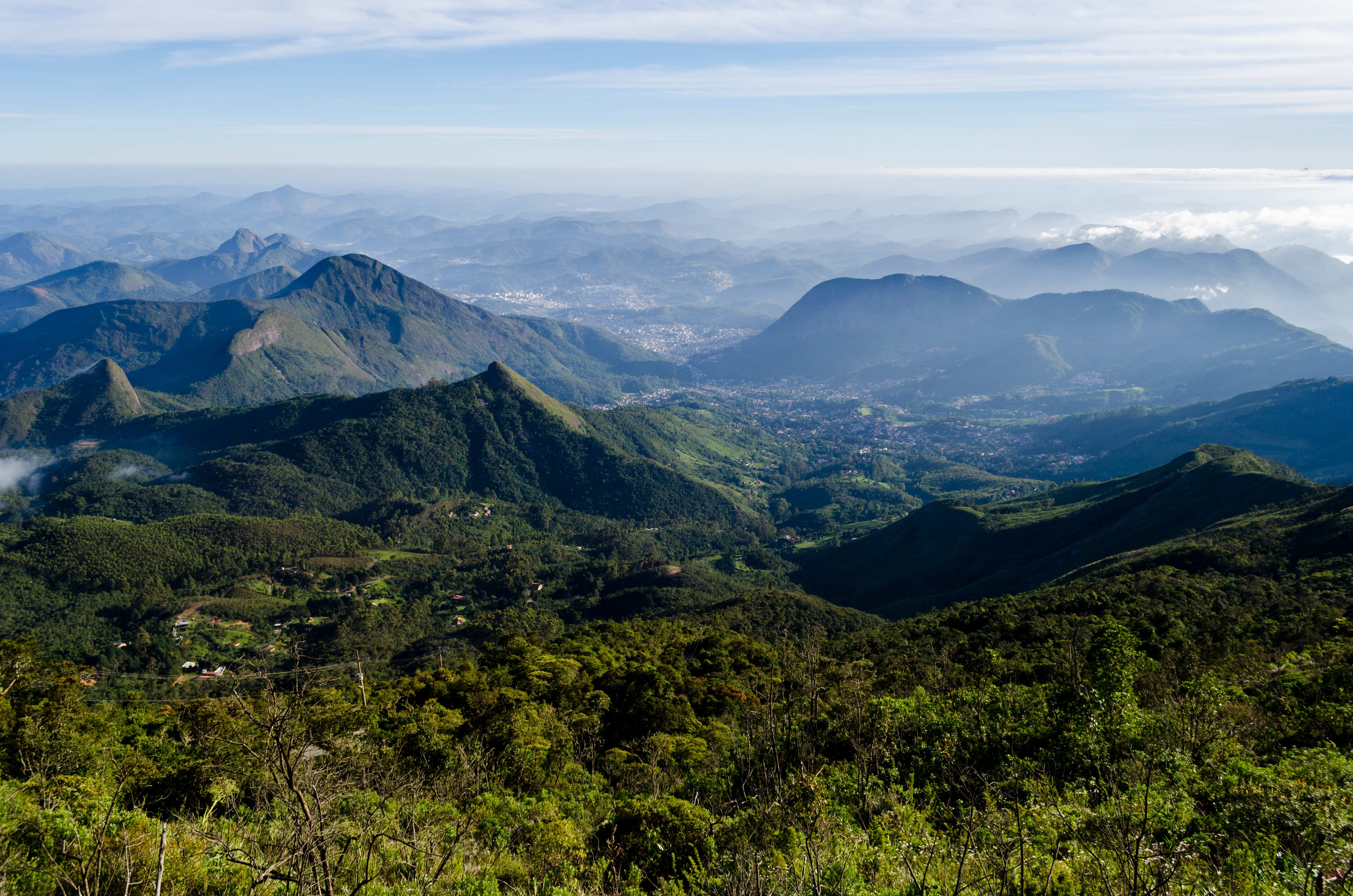